# Климчанка
Климча́нка — річка у Стрийському районі Львівської області, права притока Стрию (басейн Дністра).

## Опис
Довжина річки приблизно 7 км. Висота витоку над рівнем моря — 862 м, висота гирла — 758 м, падіння річки — 104 м, похил річки — 14,86 м/км. Формується з багатьох безіменних струмків.

## Розташування
Бере початок у лісовому масиві на західній стороні від села Хітар. Спочатку тече на північний схід, потім на північний захід, але переважно тече на південний захід. У селі Климець впадає в річку Стрий, праву притоку Дністра. Формується з багатьох безіменних струмків